# Bourgtheroulde-Infreville
Bourgtheroulde-Infreville är en kommun i departementet Eure i regionen Normandie i norra Frankrike. Kommunen ligger i kantonen Bourgtheroulde-Infreville som tillhör arrondissementet Bernay. År 2017 hade Bourgtheroulde-Infreville 3 171 invånare.

## Befolkningsutveckling
Antalet invånare i kommunen Bourgtheroulde-Infreville
Referens:INSEE